# Eburia hovorei
Eburia hovorei là một loài bọ cánh cứng trong họ Cerambycidae.